# Борисов, Дмитрий (футболист, 1987)
Дми́трий Бори́сов (латыш. Dmitrijs Borisovs; 20 декабря 1987, Резекне) — латвийский футболист, нападающий «Резекне».

## Карьера
Воспитанник резекненского футбола, до конца 2006 года Дмитрий Борисов выступал за местный клуб «Дижванаги». В начале 2007 года он перешёл в сменивший ястребов клуб «Блазма».
7 февраля 2010 года Дмитрий Борисов вместе с Александром Грамовичем подписали контракт с шотландским клубом «Клайд» до конца сезона. После окончания сезона Дмитрий Борисов вернулся на родину, а в начале августа того же года он присоединился к «Елгаве».
В начале 2011 года Дмитрий Борисов перешёл в литовский клуб «Таурас», в составе которого он провёл весь сезон. А в начале 2012 года он присоединился к эстонскому «Нарва-Транс», в рядах которого он играл до июля того же года.
Летом 2012 года Дмитрий Борисов вернулся в Резекне, где с августа начал выступать за местную команду ДЮСШ Резекне.